# Santa Elena de La Cruz
Santa Elena es un distrito del cantón de La Cruz, en la provincia de Guanacaste, de Costa Rica.

## Geografía
Santa Elena cuenta con un área de 509,59 km² y una altitud media de 236 m s. n. m.

## Demografía
Para el año 2022, Santa Elena cuenta con una población estimada de 2297 habitantes, y para el último censo efectuado, en 2011, Santa Elena contaba con una población de 2040 habitantes.

## Localidades
- Cabecera: Cuajiniquil
- Poblados: Cedros, Guaria, Puerto Castilla, Rabo de Mico (Aguacaliente).

## Transporte

### Carreteras
Al distrito lo atraviesan las siguientes rutas nacionales de carretera:
- Ruta nacional 1
- Ruta nacional 913
- Ruta nacional 914
- Ruta nacional 937